# Posebind
Et posebind eller en posebog er en type bogbind, som blev benyttet i Europa ca. 1400-1600. Der kendes 23 sådanne bind i forskellige biblioteker og samlinger (enkelte er gået tabt efter at være blevet dokumenteret). I kunst fra perioden forekommer posebind i over 800 kunstværker, så bindtypen har nok været mere udbredt end antallet af overleverede eksemplarer tyder på.
På danske bogbind er bindet forlænget fra undersnittet, så bogen kan bæres og ligner en pose. Den har oftest været båret hængende fra bæltet. I posens ende kan der være en knude eller en krog, men den kan også være ladt åben. I nogle tilfælde er det kun bindets for- og bagside, der er forlænget, så bindet kommer til at udgøre en slags løkke. For det meste er bindet forsynet med en form for spænder, så bogen ikke åbner sig, når den bæres.
Det danske navn for denne type bind er først brugt af Sofus Larsen 1920. Han taler om "Bogpunge eller, som man hellere burde kalde dem, Posebind". På tysk bruges betegnelserne Beutelbuch og Buchbeutel. De er anvendt siden de tidligste behandlinger af bindtypen fra slutningen af 1800-tallet. Den engelske betegnelse girdle book blev første gang brugt i 1939 og er nu den gængse betegnelse. Tidligere blev den samme betegnelse brugt om kostbare bøger illumineret med miniaturer fra 1500-tallet og 1600-tallet, som adelsdamer bar i guldkæder.
De fleste kendte posebind indeholder tekster med kristent indhold som bønnebøger o.l. Der kendes fire med juridisk indhold, herunder de danske posebind. 11 er pergamenthåndskrifter, syv papirhåndskrifter og fem er trykt på papir. Langt hovedparten (19) stammer fra 1400-tallet, og de fleste (16) har en knude i enden af posen, mens fire har en bronzekrog og tre har en åben poseende. I ni tilfælde er posebindet monteret på et eksisterende bind.
Posebindet har haft sin største udbredelse i et begrænset geografisk område: Holland og Tyskland. Det kan skyldes de såkaldte Brødrene af Fælleslivet, Fratres Communis Vitæ, der blev stiftet i slutningen af 1300-tallet i Deventer af disciple af Geert Groote (død 20. august 1384). Bevægelsen oprettede i begyndelsen af 1400-tallet flere brødre- og søsterhuse i Holland og Tyskland. De lagde vægt på undervisning af fattige børn i boghåndværk i form af afskrivning af håndskrifter og indbinding af bøger. Nogle af bindene med salg for øje. Posebindet kan være en opfindelse fra disse værksteder.

## Posebind i kunsten
Uddybende artikel om danske forhold: Posebind i kunstværker i Danmark
Med over 800 kunstværker, hvor posebind forekommer, er det praktisk med en oversigt over karakteristiske træk ved disse kunstværker.
Det er oftest bibelske personer eller gejstlige, som i kunstværkerne holder eller ejer posebind. Omtrent en 33% er apostle. (Johannes er den hyppigst forekommende efterfulgt af Peter, Paulus og Jakob). Helgener, munke og nonner ses også. Ca. 66% af dem holder posebindets ende i hånden og kun ca. 12% har bogen hængende i bæltet. Bindet er her en attribut. Når posebindet i omkring 50% af kunstværkerne har en åben ende, er det ikke sikkert, om det afspejler virkeligheden. Det stemmer ikke med de kendte eksemplarer.

## Kendte posebind
Nedenstående liste er udarbejdet på grundlag af Sofus Larsen 1920, Viggo Starcke 1949 og J. A. Szirmai 1999. Den bør sammenholdes med Bruckner 1995. Bindene er søgt opstillet alfabetisk efter navnet på den institution, der er i besiddelse af bøgerne.
- 1. Anhaltische Landesbücherei, Dessau i Sachsen-Anhalt
  - Katalognr.: Georg 276 16º
  - Datering: 1500-tallet
  - Oprindelsessted: Fyrstedømmet Anhalt-Dessau eller Leipzig
  - Indhold: Breviarium Magdeburgense, inkunabel trykt af Marcus Brandis i Leipzig i 1480'erne
  - Størrelse: 12,5 x 15 cm
  - Proveniens: Bogen tilhørte fyrstinde Margarete von Münsterberg (1473-1530), gift med Ernst von Anhalt-Zerbst (1474-1516), og er herfra kommet til det såkaldte Georgsbibliothek – grundlagt af hendes søn – der i 1926 blev indkøbt til Anhaltische Landesbücherei.
  - Online ressourcer: —

- 2. Bayerische Staatsbibliothek, München
  - Katalognr.: Cgm 8950
  - Datering: —
  - Oprindelsessted: —
  - Indhold: —
  - Størrelse: 29,2 x 20,4 cm
  - Proveniens: —
  - Online ressourcer: —

- 3. Bayerische Staatsbibliothek, München
  - Katalognr.: Clm 19309 16º
  - Datering: 1503
  - Oprindelsessted: Tegernsee
  - Indhold: Pergamenthåndskrift med bønnebog
  - Størrelse: 11,5 x 8,5 x 4,5 cm
  - Proveniens: —
  - Online ressourcer: —

- 4. Bethmann Museum, Frankfurt am Main – museet blev ødelagt under 2. verdenskrig og bogen må derfor i dag enten befinde sig et andet sted eller være gået tabt

- - Katalognr.: —
  - Datering: sidste halvdel af 1400-tallet
  - Oprindelsessted: Augsburg (?)
  - Indhold: Håndskrift
  - Størrelse: —
  - Provniens: —
  - Online ressourcer: —

- 5. Biblioteka Uniwersytecka w Toruniu (Universitetsbiblioteket i Torun), Torun i Polen
  - Katalognr.: Ob.6.II.4498-4500
  - Datering: 1527
  - Oprindelsessted: Wittenberg eller Königsberg
  - Indhold: Vier tröstliche Psalmen, an die Königin zu Hungern ausgelegt durch Luther, palæotyp fra Wittenberg 1527
  - Størrelse: 8º
  - Proveniens: Bogen har tilhørt hertuginde Dorothea af Preussen (1504-1547), der var gift med hertug Albrecht af Preussen (1490-1568) og datter af Frederik 1.. Den befandt sig på Staats- und Universitätsbibliothek Königsberg i Königsberg (Silberbibliothek 25), men efter 2. verdenskrig blev den overført til biblioteket i Torun.
  - Online ressourcer: Oprawa sakwowa modlitewnika księżny Doroty Arkiveret 7. februar 2006 hos  Wayback Machine – hjemmeside på polsk om bogen og med foto af den

- 6. British Library, London
  - Katalognr.: Add. Mss. 15700 12º
  - Datering: 1485
  - Oprindelsessted: Tyskland
  - Indhold: Håndskrift med tysk bønnebog og kalendarium skrevet af Johannes vom Wald. Det er desuden forsynet med to farvelagte kobberstik.
  - Størrelse: 8,8 x 5,8 x 5,0 cm
  - Proveniens: Ukendt. Det må bemærkes, at Viggo Starcke ifølge Starcke 1960 i foråret 1949 var den første til at identificere bogen som en rigtig posebog.
  - Online ressourcer: Girdle book Arkiveret 25. december 2005 hos  Wayback Machine

- 7. Germanisches Nationalmuseum, Nürnberg

- - Katalognr.: Hs 17231
  - Datering: 1471
  - Oprindelsessted: Nürnberg
  - Indhold: Pergamenthåndskrift med tidebog
  - Størrelse: 13,5 x 10,5 x 5,2 cm
  - Proveniens: En indskrift angiver bogens ejer til i 1471 at have været Hieronymus Kress, borgmester i Nürnberg 1452-1477.
  - Online ressourcer: —

- 8. Det Kongelige Bibliotek, København

- - Katalognr.: Gamle Kongelige Samling 3423 8º
  - Datering: 1400-tallet
  - Oprindelsessted: Formodentlig Nürnberg
  - Indhold: Papirhåndskrift med plattysk andagtsbog fra 1400-tallet med kalendarium, Mariæ psalter eller tidebog og bønner til jomfru Maria. En radering af jomfru Maria med Jesusbarnet er indklæbet i bogen. Denne radering er signeret W.P., formodentlig Wilhelm Pleydenwurff fra Nürnberg.
  - Størrelse: 15 x 11 x 4,5 cm
  - Proveniens: —
  - Online ressourcer: —

- 9. Det Kongelige Bibliotek, København

- - Katalognr.: Rostgaard 6 8º
  - Datering: ca. 1540
  - Oprindelsessted: Danmark
  - Indhold: Pergamenthåndskrift med Jyske Lov, Erik Klippings forordning af 1284 og 13 af Thords Artikler på dansk. De to første er skrevet af Johannes Nicolai (Jens Nielsen) i første halvdel af 1400-tallet, mens Thords artikler er tilføjet senere, formodentlig omkring 1500.
  - Størrelse: 13 x 9,6 x 4,5 cm
  - Proveniens: Hans Jensen fik bogen foræret 20. juli 1545 af arvinger efter Anders Kandestøber i København. Senere erhvervede Frederik Rostgaard den, hvorefter den kom til at indgå i Københavns Universitetsbiblioteks samling (som nr. 32) og siden Det Kongelige Bibliotek.
  - Online ressourcer: Hjemmeside fra Det Kongelige Bibliotek om håndskriftet

- 10. Kungliga Biblioteket, Stockholm

- - Katalognr.: C 109 8º
  - Datering: 1589 (posebindet er da blevet lagt uden om et bind fra 1579)
  - Oprindelsessted: Danmark
  - Indhold: Quedam breues expositiones et legum et iurium concordantie et alligationes circa leges iucie per reuerendum in christo patrem ac dominum Kanutum Episcopum vibergensem et venerabilem vtriusque iuris doctorem super iutorum legisterium, palæotyp fra 1508 trykt af Gotfred af Ghemen i København. Der er tale om Jyske Lov med biskop Knud Mikkelsens forklaringer og register og et tillæg med Thord Degns artikler på latin og nogle håndfæstninger og forordninger. De første seks og de sidste tre sider mangler og ud fra bindets dimensioner må der have været yderligere nogle sider i bogen, da den blev indbundet. Om det har været blanke sider eller et andet værk kan ikke siges.
  - Størrelse: 19,4 x 13,5 x 4,5 cm
  - Proveniens: Bindet fra 1579 er stemplet med initialerne I.P. og årstallet, men denne ejer kendes ikke.
  - Online ressourcer: —

- 11. Kunstmuseum Düsseldorf
  - Katalognr.: Inv. no. 8309
  - Datering: —
  - Oprindelsessted: —
  - Indhold: —
  - Størrelse: —
  - Proveniens: —
  - Online ressourcer: —

- 12. Museum Meermanno-Westreenianum, Haag
  - Katalognr.: 1 F 50
  - Datering: —
  - Oprindelsessted: —
  - Indhold: —
  - Størrelse: —
  - Proveniens: —
  - Online ressourcer: —

- 13. National Library of Scotland, Edinburgh
  - Katalognr.: Acc.12059/3
  - Datering: 1400-tallet
  - Oprindelsessted: England
  - Indhold: Håndskrift med tabel over forskydelige højtider, kalender, astrologisk tabel og dyrekredsens tegn, sol- og måneformørkelser 1387-1462, noter og diagrammer om åreladning og materiale om planeterne.
  - Størrelse: —
  - Proveniens: Bogen kom i 2002 til National Library of Scotland, hvor den og to andre håndskrifter udgør Borthwick Manuscripts. De stammer fra boet efter den 23. Lord Bortwick, John Henry Stuart Borthwick (1905-1996).
  - Online ressourcer: Acc. 12059 Arkiveret 2. marts 2005 hos  Wayback Machine

- 14. New York Public Library, New York
  - Katalognr.: Spencer Collection Ms. 039
  - Datering: 1454
  - Oprindelsessted: Kloster Kastl, et benediktinerkloster i Kastl i Bayern
  - Indhold: Håndskrift med breviar på latin, skrevet af frater Sebaldus i Kloster Kastl.
  - Størrelse: 10,4 x 7,5 cm
  - Proveniens: —
  - Online ressourcer: Billeder af bogens indre Arkiveret 20. september 2012 hos  Wayback Machine. Digital Scriptorium Database opslag Arkiveret 18. november 2005 hos  Wayback Machine

- 15. Qvarnfors – omtales hos Starcke 1960 som en bog i Thore Virgins samling på Qvarnfors. Bogen blev ifølge Szirmai 1999 solgt på Sotheby's i London i juni 1997 til en privat samler i Tyskland.

- - Katalognr.: Bibliotheca Qvarnforsiana nr. 262
  - Datering: ca. 1515?
  - Oprindelsessted: Sydtyskland
  - Indhold: Pergamenthåndskrift fra ca. 1515 med sydtysk bønnebog
  - Størrelse: 13 x 10 x 6 cm. Starcke 1960 angiver fejlagtigt størrelsen til 10 gange så meget.
  - Proveniens: —
  - Online ressourcer: —

- 16. Röhsska museet, Göteborg

- - Katalognr.: 519-15
  - Datering: 1400-tallet
  - Oprindelsessted: England (?)
  - Indhold: To pergamenthåndskrifter på latin: Synonyma Ysidori fra slutningen af 1200-tallet og en samling af leveregler fra midten af 1300-tallet.
  - Størrelse: lille 8º
  - Proveniens: I 1600-tallet ejedes bogen af jarlen af Westmoreland og senere befandt den sig i jarlen af Melvilles bibliotek. Kort før 1914 købte den svenske friherre Per Hierta bogen i England, og den findes således beskrevet i festskriftet Ex bibliotheca Fræmmestadiensi fra 25. oktober 1914. Kort efter blev posebogen og andre bøger købt af Hjalmar Wijk fra Göteborg, der i 1915 forærede posebogen og hovedparten af det indkøbte fra Hiertas samling til Röhsska museet.
  - Online ressourcer: Samlingar på Röhsska Arkiveret 18. oktober 2005 hos  Wayback Machine – her findes et foto af posebogen

- 17. Stadtmuseum Bautzen, Bautzen i Sachsen
  - Katalognr.: —
  - Datering: 1497 (?)
  - Oprindelsessted: —
  - Indhold: Bibel på latin, en palæotyp trykt i Venedig i 1497
  - Størrelse: —
  - Proveniens: —
  - Online ressourcer: —

- 18. Staatsbibliothek zu Berlin, Berlin
  - Katalognr.: Ms. lat. oct. 217
  - Datering: —
  - Oprindelsessted: —
  - Indhold: —
  - Størrelse: —
  - Proveniens: —
  - Online ressourcer: —

- 19. Staats- und Universitätsbibliothek Königsberg, Königsberg – bogen forsvandt efter 2. verdenskrig
  - Katalognr.: Silberbibliothek 24
  - Datering: 1525
  - Oprindelsessted: Nürnberg eller Königsberg
  - Indhold: Der Psalter von Martin Luther, palæotyp fra Nürnberg 1525
  - Størrelse: 8º
  - Proveniens: Bogen har tilhørt hertuginde Dorothea af Preussen (1504-1547), der var gift med hertug Albrecht af Preussen (1490-1568) og datter af Frederik 1.. Den befandt sig på Staats- und Universitätsbibliothek Königsberg i Königsberg , men forsvandt efter 2. verdenskrig.
  - Online ressourcer: —

- 20. Stiftsbibliothek Kremsmünster, Kremsmünster
  - Katalognr.: CC 391
  - Datering: slutningen af 1400-tallet
  - Oprindelsessted: Kremsmünster
  - Indhold: Håndskrift med bønnebog
  - Størrelse: —
  - Proveniens. —
  - Online ressourcer: —

- 21. Universitätsbibliothek Erlangen-Nürnberg, Erlangen
  - Katalognr.: B 17 (tidligere 1744)
  - Datering: 1530
  - Oprindelsessted: Tyskland
  - Indhold: Papirhåndskrift fra anden halvdel af 1400-tallet med en tysk bønnebog.
  - Størrelse: 15,3 x 10,5 cm
  - Proveniens: —
  - Online ressourcer: Die deutschen Handschriften der Universitätsbibliothek Erlangen. Neu beschrieben – katalogbeskrivelse

- 22. Universitäts- und Landesbibliothek Sachsen-Anhalt, Halle
  - Katalognr.: ThSGV 3148
  - Datering: —
  - Oprindelsessted: Tyskland
  - Indhold: Håndskrift med titlen Dise nachgeschribn gepete hat gemacht ain erwirdiger hayliger man. Der hat gehaissen Petrus Damiani under der was etwan ain kardinal und ward ain guter aynsidel uf das das er gotte desterbaz gediene möcht.
  - Størrelse: 11,4 x 8,3 x 2,4 cm
  - Proveniens: —
  - Online ressourcer: —

- 23. Yale University Library, New Haven

- - Katalognr.: MS084
  - Datering: Begyndelsen af 1400-tallet
  - Oprindelsessted: England, men indbindingen er muligvis ikke foretaget der.
  - Indhold: Pergamenthåndskrift med Boëthius: De consolatione philosophiae
  - Størrelse: 10 x 8 cm
  - Proveniens: Bogen har tilhørt A. Edward Newton, der formodentlig har købt den fra antikvariatet I.I. Davis & G.M. Orioli i London. Bogen var i hvert fald til salg herfra i 1916. Den blev solgt fra Newtons samling 14. maj 1941 og senere samme år foræret til Yale-universitetet.
  - Online ressourcer: MS084 Arkiveret 3. november 2005 hos  Wayback Machine – katalogbeskrivelse